# Xibenisch
Xibenisch (ᠰᡞᠪᡝ
ᡤᡞᠰᡠᠨ, sibe gisun) ist eine tungusische Sprache, die noch von etwa 30.000 Xibe (Stand: 2000) in der Volksrepublik China gesprochen wird. Sie gilt als gefährdete Sprache.
Sie ähnelt der mandschurischen Sprache sehr und die Sprachen sind sich in einem gewissen Grad gegenseitig verständlich. Geschrieben wird Xibe in der xibenischen Schrift, die sich nur marginal von der mandschurischen Schrift unterscheidet.
Xibe wird als Unterrichtsfach an einigen Grundschulen im Norden von Xinjiang unterrichtet. Außerdem gibt es seit 1946 die xibenische Zeitung Qapqal Serkin (ᠴᠠᠪᠴᠠᠯ
ᠰᡝᠷᡣᡞᠨ). Hinzu kommen einige tägliche Radioübertragungen und gelegentlich Fernsehprogramme.
Die Wortstellung ist grundsätzlich Subjekt-Objekt-Verb.

## Verbreitung
Die Sprache wird in Xinjiang in den Kreisen Tokkuztara, Huocheng, Nilka, Qapqal, Tekes, Künes und Mongolküre, den Bezirken Bortala, Tacheng und Ili und den Städten Ürümqi und Yining gesprochen.

## Schrift
Von 1957 bis 1958 wurde experimentell die kyrillische Schrift benutzt.
Von 1939 bis 1941 wurde die lateinische Schrift benutzt, aber durch das Internet ist sie, vor allem bei jungen Personen, immer noch beliebt.
Offiziell ist jedoch die xibenische Schrift, eine Version der mandschurischen Schrift. Diese unterscheiden sich nur geringfügig:
Beispielsweise hat die mandschurische Schrift 13 Zeichen, die in der xibenischen Schrift nicht vorkommen, dafür besitzt die xibenische Schrift drei Zeichen, die in der mandschurischen nicht vorhanden sind.